# 825-й отдельный разведывательный артиллерийский дивизион
825-й отдельный разведывательный артиллерийский дивизион Резерва Главного Командования — воинское формирование Вооружённых Сил СССР, принимавшее участие в Великой Отечественной войне.
Полевая почта — 65353.
Сокращённое наименование — 825-й орадн РГК.

## История
Сформирован на базе разведывательного артиллерийского дивизиона 2-го гв. пап 5-й армии Западного фронта 30 апреля 1942 года года  (Приказ НКО СССР № 0293 от 19 апреля 1942 года "Об изменении штатов артиллерийских частей"). С 20 мая 1942 года присвоено наименование 825-й оарадн.
В действующей армии с 30.04.1942 по 18.11.1942.
В ходе Великой Отечественной войны вёл артиллерийскую разведку в интересах артиллерии соединений 5-й армии Западного фронта.                                                                                       Приказом НКО СССР № 365 от 18.11.42г. преобразован в 6-й отдельный гвардейский разведывательный артиллерийский дивизион . 

## Состав
- Штаб
- Хозяйственная часть
- Батарея звуковой разведки (БЗР)
- Батарея топогеодезической разведки (БТР)
- Батарея оптической разведки (БОР)
- Фотограмметрический взвод (ФГВ)
- Артиллерийский метеорологический взвод (АМВ)
- Авиационное корректировочное звено (не сформировано)
- Хозяйственный взвод
- Пункт медицинской помощи

## Подчинение
| Дата                 | Фронт          | Армия     | Корпус | Дивизия | Бригада | Примечания |
| -------------------- | -------------- | --------- | ------ | ------- | ------- | ---------- |
| 30.04.42 -18.11.42г. | Западный фронт | 5-я армия | -      | -       | -       | -          |

## Командование дивизиона
Командир дивизиона
- майор Савин О. Е.

Начальник штаба дивизиона
- капитан Куклин Иван Петрович

Военный комиссар дивизиона
- ст. политрук Соколов Илья Парфёнович

Помощник начальника штаба дивизиона

Помощник командира дивизиона по снабжению
- капитан, майор Маслов Алексей Васильевич

## Командиры подразделений дивизиона
Командир БЗР
- капитан Клеванский Юрий Яковлевич

Командир БТР
- лейтенант Кочергин Михаил Евдокимович

Командир БОР
- ст. лейтенант Птицын Кирилл Константинович

Командир ФГВ
- лейтенант Сергиенко Иван Иванович

Командир АМВ